# 卡尔切莱斯
卡尔切莱斯（西班牙語：Cárcheles），是西班牙安达卢西亚自治区哈恩省的一个市镇。总面积41平方公里，总人口1460人（2001年），人口密度36人/平方公里。